# خوسيه بابون
خوسيه بابون هو لاعب كرة قدم إكوادوري في مركز الدفاع، ولد في 8 أغسطس 1991 في كيتو في الإكوادور. لعب مع إل. دي. يو. كيتو ونادي ديبورتيفو إل ناسيونال.